# Histoire de la Tchétchénie
 (décembre 2014).
Si vous disposez d'ouvrages ou d'articles de référence ou si vous connaissez des sites web de qualité traitant du thème abordé ici, merci de compléter l'article en donnant les références utiles à sa vérifiabilité et en les liant à la section « Notes et références ».
Cet article fait état de l’histoire de la Tchétchénie, aujourd'hui officiellement république de la fédération de Russie.

## Origine de la population tchétchène
Amjad Jaimoukha note dans son livre Les Tchétchènes : « Certaines autorités pensent que la nation Nakh était une progéniture des Hurriens et des Urartiens, bâtisseurs des magnifiques civilisations du Proche-Orient, qui ont eu une profonde influence sur les autres cultures de la région. »
Selon certaines données modernes, les Tchétchènes sont génétiquement, linguistiquement et anthropologiquement considérés comme les descendants des Hurriens et des Urartiens.
Les Gargaréens sont par ailleurs aussi considérés par certains historiens comme une composante de l'ascendance des peuples Nakh.
Selon Leonti Mroveli, le chroniqueur géorgien du XIe siècle, le mot Caucasien est dérivé de l'ancêtre Nakh Kavkas.
Selon George Anchabadze de l'université d'État Ilia : « Les Vainakhs sont les anciens natifs du Caucase. Il est à noter, que selon le tableau généalogique dressé par Leonti Mroveli, l'ancêtre légendaire des Vainakhs était « Kavkas », d'où le nom de Kavkasians, l'un des ethnicons rencontrés dans les anciennes sources écrites géorgiennes, signifiant les ancêtres des Tchétchènes et ingouche. Comme il ressort de ce qui précède, les Vainakhs, au moins de nom, sont présentés comme le peuple le plus « caucasien » de tous les Caucasiens (Caucase - Kavkas - Kavkasiens) dans la tradition historique géorgienne. » La linguiste américaine Johanna Nichols « a utilisé le langage pour relier les peuples modernes de la région du Caucase aux anciens agriculteurs du Croissant fertile » et ses recherches suggèrent que « les agriculteurs de la région étaient des proto-Nakh-Daghestaniens ». Nichols a déclaré : « Les langues nakh-daguestaniennes sont ce que nous avons de plus proche d'une continuation directe de la communauté culturelle et linguistique qui a donné naissance à la civilisation occidentale. »

## Préhistoire
Des traces de peuplement humain datant de 40 000 av. J.-C. ont été trouvées près du lac Kezanoi. Des peintures rupestres, des artefacts et d'autres preuves archéologiques indiquent une habitation continue pendant environ 8 000 ans. Les habitants de ces colonies utilisaient des outils, du feu et des vêtements en peaux d'animaux.
L'épipaléolithique du Caucase et le début du néolithique du Caucase ont vu l'introduction de l'agriculture, de l'irrigation et de la domestication des animaux dans la région. Les colonies près d'Ali-Yourt et de Magas, découvertes à l'époque moderne, ont révélé des outils en pierre : haches de pierre, pierres polies, couteaux en pierre, pierres percées, plats en argile, etc. Les colonies en briques d'argile étaient découvert dans les plaines. Dans les montagnes, il y avait des colonies en pierre et entourées de murs ; certains d'entre eux remontent à 8000 av. J.-C.. Cette période voit également l'apparition de la roue (3000 av. J.-C.), de l'équitation, de la ferronnerie (cuivre, or, argent, fer), de la vaisselle, des armures, des poignards, des couteaux et des pointes de flèches dans la région. Les artefacts ont été trouvés près de Nasare-Cort, Muzhichi, Ja-E-Bortz (également connu sous le nom de Surkha-khi), Abbey-Gove (également connu sous le nom de Nazran ou Nasare).

## Époque pré-impériale
Le scientifique allemand Peter Simon Pallas croyait que le peuple Vainakh (Tchétchènes et Ingouches) était les descendants directs d'Alania. En 1239, la capitale Alania de Maghas et la confédération Alan des montagnards, nations et tribus du Caucase du Nord ont été détruites par Batu Khan (un chef mongol et un petit-fils de Gengis Khan).
Selon le missionnaire Pian de Carpine, une partie des Alains avait résisté avec succès à un siège mongol sur une montagne pendant 12 ans : « Quand ils (les Mongols) commencent à assiéger une forteresse, ils l'assiègent pendant de nombreuses années, comme cela se produit aujourd'hui avec une montagne au pays des Alains. Nous pensons qu'ils l'ont assiégée pendant douze ans et qu'ils (les Alains) ont opposé une résistance courageuse et tué de nombreux Tatars, dont de nombreux nobles. »
Ce siège de douze ans ne se trouve dans aucun autre rapport, cependant l'historien russe AI Krasnov a lié cette bataille à deux contes populaires tchétchènes qu'il a enregistrés en 1967 qui parlaient d'un vieux chasseur nommé Idig qui, avec ses compagnons, a défendu la montagne Dakuoh pendant 12 ans contre Tatars-Mongols. Il a également rapporté avoir trouvé plusieurs pointes de flèches et lances du XIIIe siècle près de la montagne même où la bataille a eu lieu : « L'année suivante, avec le début de l'été, les hordes ennemies revinrent détruire les montagnards. Mais même cette année, ils n'ont pas réussi à capturer la montagne, sur laquelle les braves Tchétchènes se sont installés. La bataille a duré douze ans. La principale richesse des Tchétchènes - le bétail - a été volée par les ennemis. Fatigués des longues années de lutte acharnée, les Tchétchènes, croyant aux assurances de miséricorde de l'ennemi, sont descendus de la montagne, mais les Mongols-Tatars ont traîtreusement tué la majorité et les autres ont été réduits en esclavage. Seuls Idig et quelques-uns de ses compagnons ont échappé à ce destin qui n'ont pas fait confiance aux nomades et sont restés sur la montagne. Ils ont réussi à s'échapper et à quitter le mont Dakuoh après 12 ans de siège. »
Aux XIVe et XVe siècles, il y avait de fréquentes guerres entre les Tchétchènes, Tamerlan et Tokhtamysh, aboutissant à la bataille de la rivière Terek. Les tribus tchétchènes ont construit des forteresses, des châteaux et des murs défensifs, protégeant les montagnes des envahisseurs. Une partie des tribus des plaines étaient occupées par des Mongols. Cependant, au milieu du XIVe siècle, un puissant royaume tchétchène appelé Simsir (en) a émergé sous Khour Ela (en), un roi tchétchène qui a dirigé la politique et les guerres tchétchènes. Il était responsable d'une armée de Tchétchènes contre le seigneur de guerre voyou Mamaiet l'a vaincu lors de la bataille de Tatar-tup en 1362. Le royaume de Simsir a pris fin lors de l'invasion timuride du Caucase, lorsque Khour Ela s'est allié à la Horde d'Or Khan Tokhtamysh lors de la bataille de la rivière Terek. Timur a cherché à punir les montagnards pour leur allégeance à Tokhtamysh et a par conséquent envahi Simsir en 1395.
Le XVIe siècle a vu la première implication russe dans le Caucase. En 1558, Temryuk de Kabarda envoya ses émissaires à Moscou pour demander l'aide d'Ivan le Terrible contre les tribus Vainakh. Ivan le Terrible a épousé la fille de Temryuk, Maria Temryukovna. Une alliance a été formée pour gagner du terrain dans le Caucase central pour le tsarisme en expansion de la Russie contre les défenseurs obstinés de Vainakh. La Tchétchénie était une nation du Caucase du Nord qui luttait continuellement contre la domination étrangère depuis le XVe siècle. Plusieurs dirigeants tchétchènes tels que le Mehk-Da Aldaman Gheza (en) du XVIIe siècle ont dirigé la politique tchétchène et ont combattu les empiétements des puissances étrangères. Il a défendu les frontières de la Tchétchénie des invasions des Kabardeset Avars pendant la bataille de Khachara en 1667. Les Tchétchènes se sont convertis au cours des siècles suivants à l'islam sunnite, car l'islam était associé à la résistance à l'empiètement russe.

## Domination impériale russe

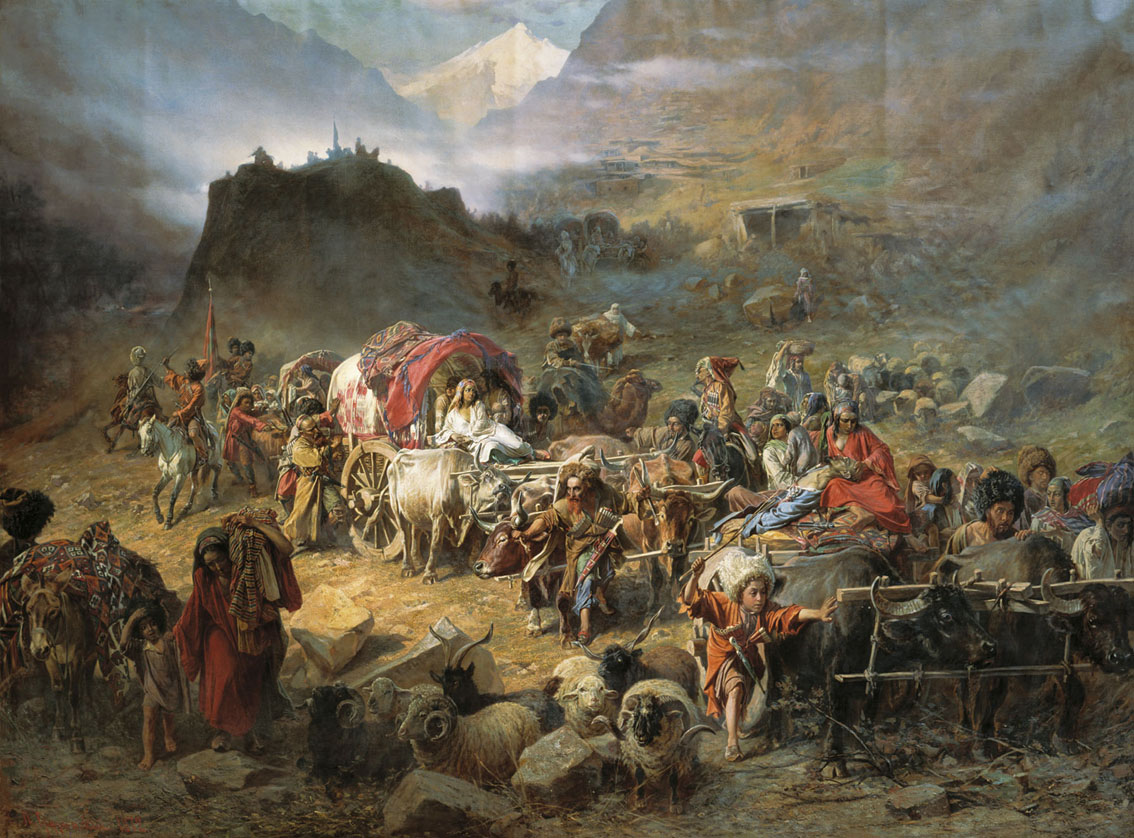
Les montagnards quittant l'aoul par Piotr Grouzinski.

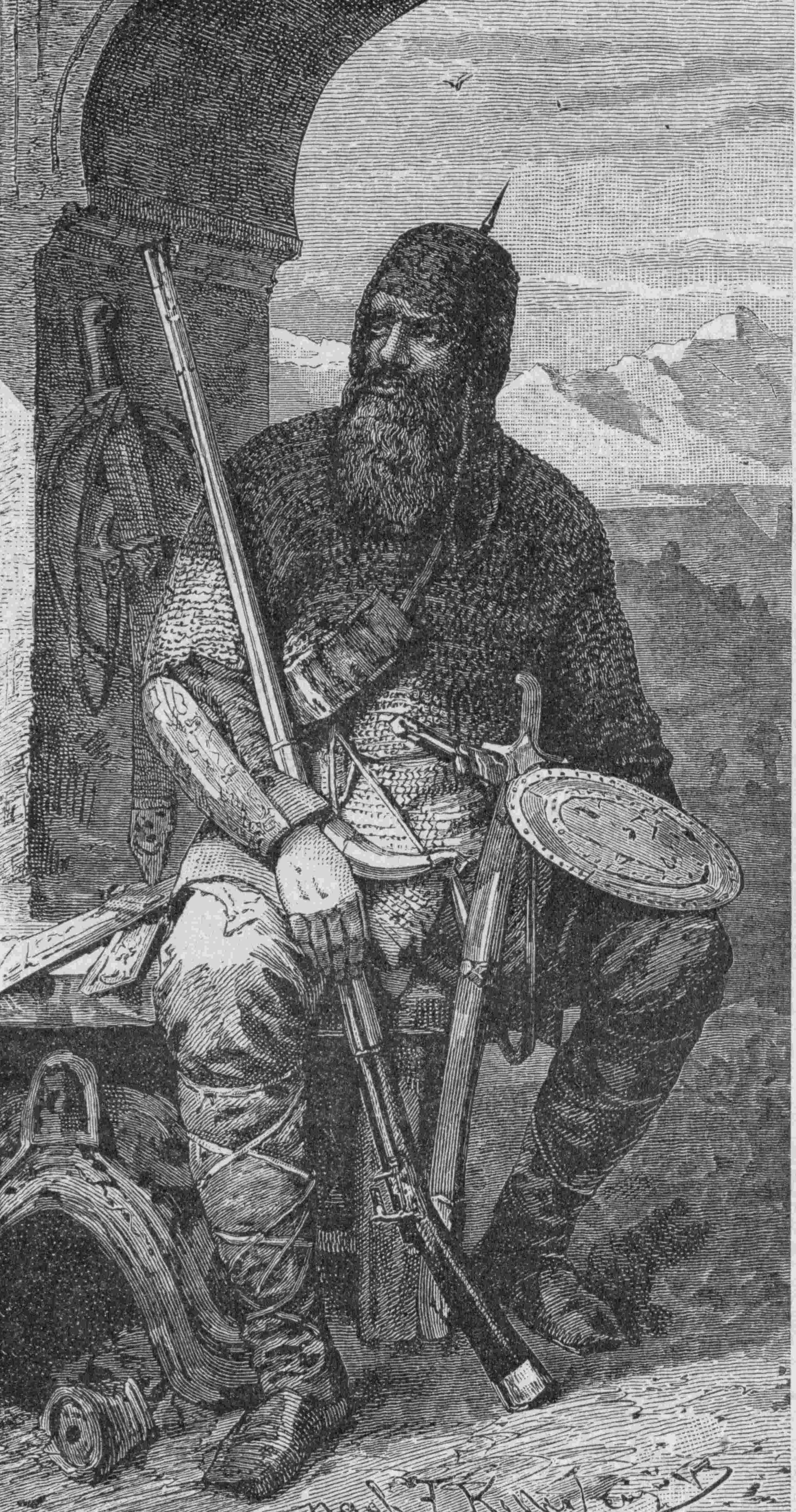
Guerrier tchétchène en cotte de mailles du XIXe siècle représenté par Bernhard Langkabel (1892).

Les Cosaques (colons libres russes) s'installèrent sur la plaine tchétchène au bord des rivières Terek et Sounja (au nord du pays) à partir du XVIe siècle. Les Cosaques du Terek, originellement des migrants de la Russie centrale, établis militairement en 1577 dans le Caucase, se mélangèrent petit à petit avec les groupes caucasiens. Au fil du temps, des relations se sont créées entre les Cosaques et les locaux, au point qu'au court de la deuxième moitié du XVIe siècle, un prince Tchétchène du nom d'Ushary-Murza, dirigeant de l'état Tchétchène d'Okotsk, s'est allié avec le Tsar dans le but de combattre l'expansion Turque dans la région. En 1801, la Géorgie, harcelée par les intrusions dévastatrices des montagnards, des Turcs et des Perses, fut annexée par la Russie[réf. nécessaire] en violation du traité de protection de 1783. Les Russes, décidés à accélérer leur expansion territoriale vers le sud-est et assurer les liaisons avec la Géorgie, décidèrent que le Caucase du Nord entrerait dorénavant dans leur zone d'influence[réf. nécessaire]. En 1818, le général Iermolov, pour assurer l'assise militaire de l'Empire russe dans le Caucase du Nord, y édifia quelques forteresses, dont Grozny (« Terrible » en russe)[réf. nécessaire].

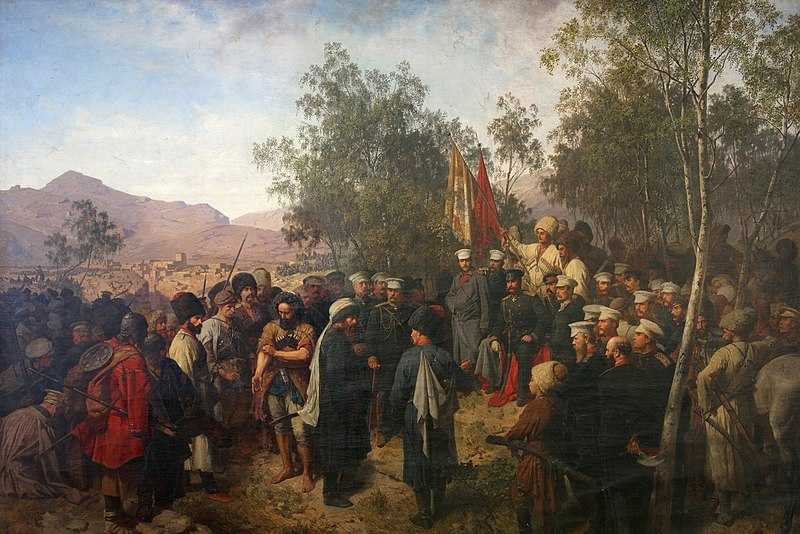
L'imam Chamil capturé devant le commandant-en-chef russe Alexandre Bariatinsky le 25 août 1859 ; peint par.

Dès le début de l’occupation russe, le peuple tchétchène, réputé pour son caractère montagnard rejetant toute domination externe et notamment chrétienne[réf. nécessaire], mena une résistance féroce contre les forces russes. Les chefs de la lutte de libération nationale, Ouchourma, plus connu sous le nom de Cheïkh Mansour (à la tête des insurrections en 1785 – 1791), Beïboulat Taïmiev (en) (1819 – 1830) et surtout le grand chef de guerre Chamil (1834 – 1859), devinrent vite des figures emblématiques de cette lutte armée qui se solda par un échec sanglant[réf. nécessaire]. Paradoxalement, l'opinion progressiste russe de l'époque, cherchant une inspiration volontariste contre l'ostracisme tsariste qui avait suivi la répression des décembristes, fut plutôt impressionnée par la force de caractère des combattants caucasiens, qu'ils comparaient aux paysages majestueux de ces contrées[réf. nécessaire]. Les œuvres du poète romantique Mikhaïl Lermontov témoignent de cette fascination[réf. nécessaire]. La farouche résistance des tribus montagnardes ne prit fin qu'avec la reddition, en 1859, du chef musulman Chamil. La Tchétchénie, comme toute région conquise, subit une russification accélérée, les colons russes étant attirés par des terres fertiles des vallées du Caucase du Nord. Les politiques expansionnistes des empires ottoman, britannique et perse sur le Caucase du Nord se heurtèrent au contrôle que la Russie exerçait dorénavant sur toute l'étendue du Caucase, du Nord au Sud.

## La société traditionnelle tchétchène

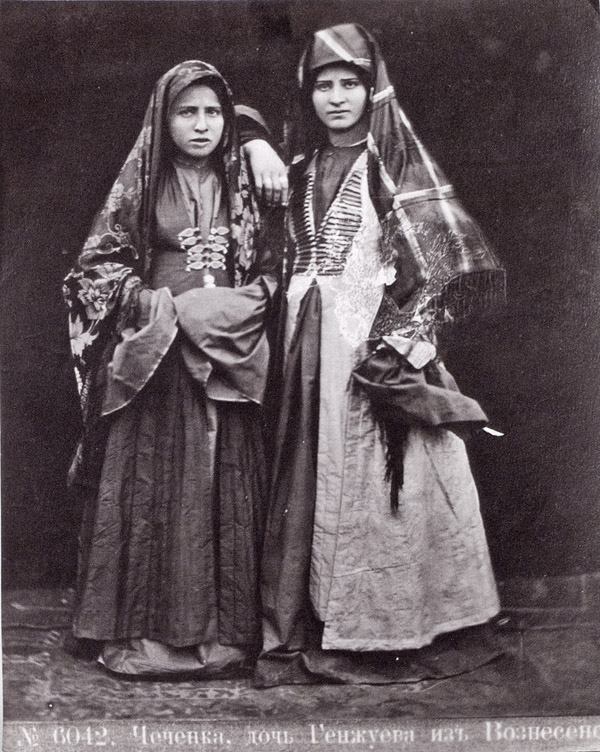
Femmes tchétchènes en 1900 par Dimitri Ermakov.

Tout au long de leur histoire, et plus particulièrement durant l'ère russe, les Tchétchènes se sont battus contre ce qu'ils considèrent comme une occupation étrangère. L'accent mis sur les valeurs guerrières a donc pour corollaire l'exaltation de la résistance contre le pouvoir central moscovite. La résistance, dans sa dimension historique et mythique, se présente en élément central de la consolidation d'une identité tchétchène. Le discours identitaire se focalise sur les facteurs sociaux qui favorisent cette résistance, qu'il s'agisse de la structure sociale (le système des teïps) ou religieuse (l'islam sunnite d'obédience soufie).

### Une identité construite sur la résistance

Armoiries de l'Itchkérie.

La résistance est perçue à la fois comme une valeur, mais aussi comme une nécessité face à un monde extérieur hostile. La vision tchétchène de l'histoire en matière de lutte perpétuelle implique cette nécessité de défendre en permanence, et parfois jusqu'au fanatisme sanglant, l'identité tchétchène contre les tentatives d'assimilation (qu'elles soient tsaristes, soviétiques ou russes).
En ce sens, l'hymne national tchétchène exalte courage, fierté et dignité qui s'incarnent dans la figure du loup :
|  | … |  | « La nuit où les loups sont nés, À l'approche de l'aube, les lions rugissaient. Nous sommes alors arrivés, Du fond des âges, dans ce monde hostile. Depuis, nous ne plaisons à personne, Mais nous avons conservé notre dignité. Des siècles durant, nous nous sommes assurés Par la lutte, la liberté ou la mort. Et même si les montagnes de pierre Brûlent dans le feu des batailles Aucune horde au monde Ne nous mettra à genoux. » |

Pour les tchétchènes le loup (en) personnifie le courage, l'habileté et l'intelligence.

### Le système desteïps
Malgré une russification accrue, la société tchétchène a préservé un élément traditionnel archaïque dans son organisation sociale : le teïp. Celui-ci constitue un facteur de régulation sociale et il tenait jadis un rôle important dans l'administration judiciaire. D'une manière générale, le teïp est une organisation clanique fondée sur un groupe familial élargi dont les membres sont reliés non seulement par des liens économiques mais également par le sang suivant une lignée patrilinéaire.
Les teïps, dont le nombre est évalué à plus d'une centaine, sont de tailles différentes. Certains proviennent des régions montagneuses, alors que d'autres sont le fruit de mélanges interethniques avec des groupes voisins. Ils sont répartis selon neuf grands ensembles appelés toukhoum, qui représentent les neuf tribus de la Tchétchénie d'origine (représentées par les neuf étoiles du drapeau indépendantiste).
Le teïp est caractérisé par un ensemble de droits, de privilèges et d'obligations qui sont les mêmes pour l'ensemble des membres du teïp. Une loi locale, plus connue sous le nom d’adat régule tous les aspects de la vie quotidienne. C'est une sorte de code commercial, pénal et civil. Ce droit coutumier est construit sur l'honneur des clans et structure les relations inter claniques.
Cette organisation suscite parfois des divisions au sein de la société tchétchène. Les teïps et les individus sont socialement poussés à rivaliser pour le prestige, cette compétition reflète la plupart du temps des tensions générationnelles. Un bon exemple est le compromis que Maskhadov tenta d'atteindre entre les différents teïps. En effet, sous la présidence de Maskhadov, le ministre de la Santé Oumar, le ministre de la Défense Magomed Khanbiev ainsi que l'ancien mufti Akhmad Kadyrov provenaient du même teïp, Benoï, alors que Maskhadov appartenait au teïp Aleroï. Aslan Maskhadov joua la carte du consensus entre les différents teïps tchétchènes mais ne réussit pas à concilier les intérêts particuliers de chaque teïp.

## Époque soviétique

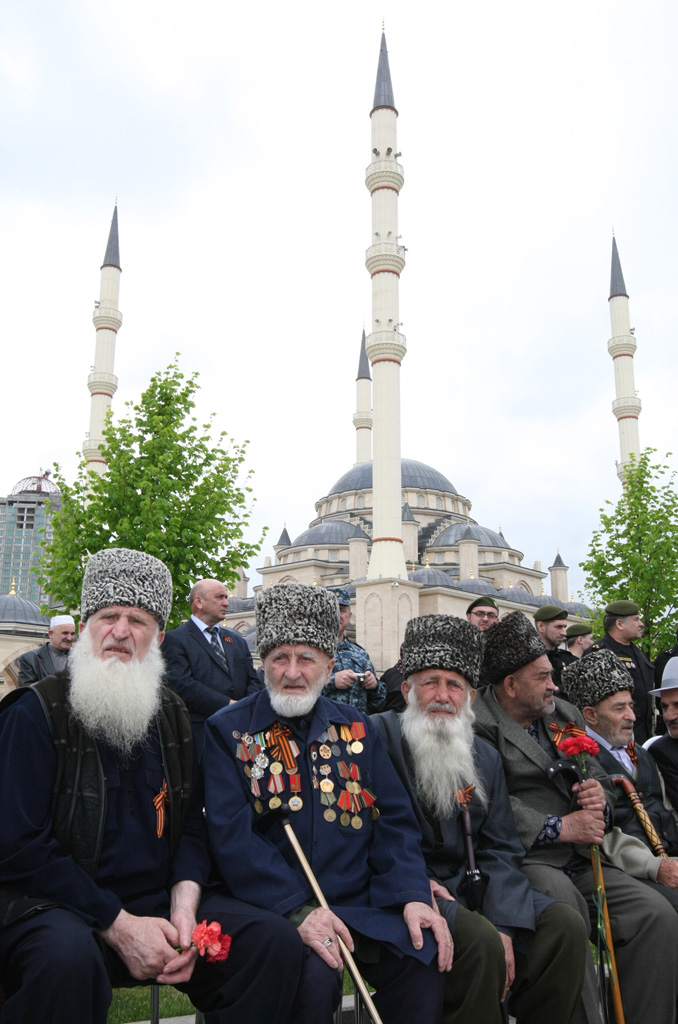
Vétérans tchétchènes de la Seconde Guerre mondiale lors de la célébration du 66e anniversaire de la victoire dans la guerre germano-soviétique.

L’avènement du régime bolchévique en Russie en 1917 arrêta momentanément l’expansion russe dans cette région. La frontière entre l'Empire ottoman agonisant (puis la nouvelle république de Turquie créée en 1923) et la jeune Union soviétique se fit sur le Caucase, incluant la petite république soviétique d'Arménie. Tout comme les petits peuples de la région encore présents, la société tchétchène avait encore sa structure féodale, une société sans classes où tout le monde était noble[Quoi ?][réf. nécessaire]. À la veille de la disparition de l'empire des Tsars, le pays tchétchène, avec le reste du Caucase du Nord, était « pacifié » et partiellement colonisé par les Russes et les Ukrainiens attirés par le gisement pétrolier de Grozny, et faisait donc partie du Caucase soviétique. Dans le même temps, de nombreux Cosaques, qui avaient massivement collaboré avec les troupes de l'Armée blanche de l'ancien régime, furent expulsés de leurs terres caucasiennes, ce qui entraîna une augmentation de la proportion de population autochtone.
En 1922, les Tchétchènes constituèrent pour la première fois une structure administrative distincte, la Région autonome de Tchétchénie, avec un certain degré d’auto-gouvernance. En 1932, une insurrection est lancée dans le cadre de la collectivisation en oblast autonome tchétchène, auquel participa une partie importante de la population russe des villages cosaques de Nadterechny. Celle-ci est réprimée par l'armée rouge. En 1936, la région fut incorporée dans la république socialiste soviétique autonome de Tchétchénie-Ingouchie (RSSA de Tchétchénie-Ingouchie).
Pendant la Seconde Guerre mondiale, en 1942 – 1943, la jeune république est partiellement occupée par l'Allemagne nazie (qui occupera 5 000 km2 des 15 000 km2 du territoire, soit 1/3 de la Tchétchénie).
Sous Staline, les Tchétchènes résistèrent à la collectivisation forcée des terres. En 1944, à la suite de l'Insurrection dirigée par Maïrbek Cheripov, environ 387 229 Tchétchènes et 91 250 Ingouches (selon les rapports de Lavrenti Beria, le chef du NKVD) furent déportés au Kazakhstan, accusés à tort d'avoir collaboré avec l'Allemagne nazie. Des dizaines de milliers de Tchétchènes meurent lors de la déportation et à cause d'une épidémie de typhus. La RSSA de Tchétchénie-Ingouchie est démantelée.
En 1957, à l'initiative de Khrouchtchev qui œuvrait à la déstalinisation de l'URSS, les Tchétchènes et les Ingouches furent autorisés à revenir sur leurs terres, et la « république socialiste soviétique autonome (RSSA) des Tchétchènes-Ingouches » fut rétablie. Ces populations connaissent cependant un retour difficile car leurs maisons sont dans la majorité des cas occupées par les colons russes. Bien qu'une partie de ces colons parte par la suite, la majorité restera. En Tchétchénie, la population comptait au début des années 1990 environ 30 % de Russes, répartis surtout dans la région pétrolifère de la plaine autour de Grozny. De plus, certains Tchétchènes ne peuvent plus accéder à leur propriété. En effet, lors de son démantèlement en 1944, une partie de la RSSA de Tchétchénie-Ingouchie est passée sous administration daghestanaise.
Des mouvements de contestation vis-à-vis du pouvoir central de la RSFS de Russie (auquel appartient la RSSA de Tchétchénie-Ingouchie) émergent à partir de 1988, profitant de la politique de la Perestroïka de Gorbatchev. Le Parti démocratique vainakh est créé et rassemble les mobilisations de la région du Caucase. En 1990, la RSSA de Tchétchénie-Ingouchie devient la république de Tchétchénie-Ingouchie afin de s'affranchir du mot « soviétique ».
Peu de temps avant la dislocation de l'Union soviétique en décembre 1991, un mouvement d'indépendance se forme en Tchétchénie, alors que la Russie s'oppose à toute sécession.

## Époque post-soviétique
En novembre 1991, juste un mois avant la dislocation de l'Union soviétique, se forme la république de Tchétchénie, séparée de l'Ingouchie.
Peu de temps après, les autorités tchétchènes déclarent l'indépendance de la république tchétchène d'Itchkérie. Cette indépendance n'est reconnue par aucun État sauf l’émirat islamique d’Afghanistan avec lequel la république tchétchène d'Itchkérie (1991-2000) échange des ambassades. Deux conflits majeurs armés éclatent entre le gouvernement fédéral (qui utilise l'armée russe, les forces spéciales du ministère de l'Intérieur, le service d'espionnage du FSB) et les groupes armés tchétchènes en 1994 – 1996 et en 1999 – 2009. Selon les données de différentes ONG, ces conflits auraient causé la mort de plusieurs dizaines de milliers de personnes et le déplacement de quelque 350 000 réfugiés (la majorité étant revenue après la fin du conflit). Ces données ne sont pas confirmées par l'organisation américaine Human Rights Watch et d'autres sources indépendantes.[réf. souhaitée]
Malgré la fin des hostilités, les forces armées fédérales russes et les forces locales tchétchènes subissent sporadiquement des actions de guérilla et de terrorisme de la part des groupuscules de combattants séparatistes liés aux réseaux islamistes, retranchés dans la forêt et les montagnes.
Dès la fin du conflit, et surtout en 2006, les nouvelles autorités entreprennent un vaste programme de reconstruction de la République. Une série d'élections a lieu avec pour but proclamé la restauration de l'ordre constitutionnel en Tchétchénie, en s'appuyant sur un « teïp » (lignée ou alliance de type clanique) fidèle au Kremlin, le clan dirigé par Akhmad Kadyrov, puis, après sa mort dans un attentat le 9 mai 2004, par son fils Ramzan Kadyrov. La majorité des forces fédérales sont remplacées par les organes de maintien de l'ordre locaux, et un partage de compétences a eu lieu entre la République et Moscou. Les électeurs tchétchènes auraient adopté, à « une large majorité », la Constitution fédérale russe, réintégrant de jure la république au sein de la fédération de Russie.

### Les deux guerres tchétchènes

#### Le contexte historique des conflits
Les peuples qui vivaient jusqu'au XIXe siècle, dans le Caucase, dont la superficie est inférieure de 20 % à celle de la France, parlent encore une bonne centaine de langues et dialectes différents appartenant surtout à la très ancienne famille linguistique des langues caucasiennes (60 à 70 langues), mais aussi aux familles indo-européenne et turco-mongole. Ils sont majoritairement de religion musulmane.
Dans le Caucase du Nord, où se trouve la république de Tchétchénie, ces peuples ont été récemment (du XVIe au XVIIIe siècle) convertis à l'islam (mis à part les Ossètes, partiellement convertis au christianisme). Mais ils s'étaient très violemment rebellés contre l'avancée militaire et coloniale russe dans la région, entamée au XVIe siècle, au détriment des Turcs ottomans, des Perses et des Mongols et achevée au cours du XIXe siècle, alors que l'Angleterre avait des visées sur les ressources naturelles (pétrole, fer, etc.) de la région. En contrepartie, une grande partie de ces peuples ont été militairement occupés, massacrés ou ont fui massivement par centaines de milliers dans l'Empire ottoman (Anatolie et Moyen-Orient).
La nouvelle Hadji Mourad, de Tolstoï, relate ainsi l'épopée du chef rebelle tchétchène Chamil en guerre contre l'envahisseur russe dans la région au milieu du XIXe siècle. Dans la première partie du XIXe siècle, le pays tchétchène fut en effet déjà le bastion de la guerre pour l'indépendance du Caucase, l'imam nakshbandi Chamil conduisant une « guerre sainte » contre les Russes entre 1834 et 1859.

#### Genèse des conflits
Le général Djokhar Doudaïev, ancien pilote de bombardement stratégique de l’Armée soviétique et titulaire de la médaille suprême de héros de l'Union soviétique, prit le pouvoir à la suite d'un coup d'État mené le 5 septembre 1991 par un « Comité exécutif du Congrès national tchétchène ». Quelques semaines auparavant, cette organisation avait soutenu Boris Eltsine dans sa confrontation avec des putschistes communistes, ce qui lui avait assuré un soutien mesuré de la part de Moscou pendant un certain temps. Le discours démocratique, nationaliste et social de Doudaïev devint assez rapidement un éloge de la libération nationale et religieuse doté d'une référence historique forte, ce qui enflamma les masses. L'indépendance de la Tchetchenie fut déclarée le 2 novembre 1991 avant la chute de l'union sovietique, et Doudaïev légitimé président de la République par le nouveau Parlement. Il devint vite le symbole de la lutte pour l’émancipation visée par les insurrections de Chamil au XIXe siècle. L'Ingouchie se sépara de la Tchétchénie rebelle le 4 juin 1992 en affirmant son attachement a la Russie. Le 10 juin 1992, les autorités tchétchènes démantelèrent les structures du ministère de la Défense russe sur son territoire et prirent possession de leur arsenal militaire. Certains analystes parlent même d'une complicité pécuniaire des hauts fonctionnaires et généraux russes, sans l'aval desquels une telle quantité d'armes, y compris lourdes, ne se serait jamais retrouvée dans les mains du régime de Doudaïev.
Entre 1991-1994 la crainte de la montée du nationalisme tchétchène fait fuir de la Tchétchénie quelque 250 000 représentants des nationalités non-vaïnakh. Selon les témoignages, plusieurs milliers d'entre eux, qui ont peuplé la Tchétchénie à la suite de la déportation des tchétchènes en 1944, auraient été violemment chassés de leurs endroits, notamment à Grozny où les deux tiers de la population étaient russophones,.
Moscou comprit que les groupements tchétchènes indépendantistes, échappant à tout contrôle, mettant en pratique la charia (proclamée loi officielle en janvier 1999), représentaient un danger important pour l'intégrité du territoire russe et pour ses régions limitrophes. Paradoxalement, malgré sa rhétorique de force, la Russie essaya d'acheter la loyauté tchétchène en continuant à verser d'importantes sommes d'argent à la république, entre autres pour payer les retraites, et à expédier du pétrole aux raffineries tchétchènes, et ce jusqu'en automne 1994. Beaucoup de fonds monétaires et pétroliers fédéraux auraient été détournés dans le but de financer la lutte armée (achat d'armes, formation de groupements paramilitaires, etc.) et pour l'enrichissement personnel des oligarques russes et des hommes d'affaires tchétchènes résidant à Moscou. Un grand nombre de sociétés intermédiaires en Russie aurait engrangé plusieurs millions de pétrodollars dans les eaux troubles entourant ce conflit.

#### Revue de deux guerres

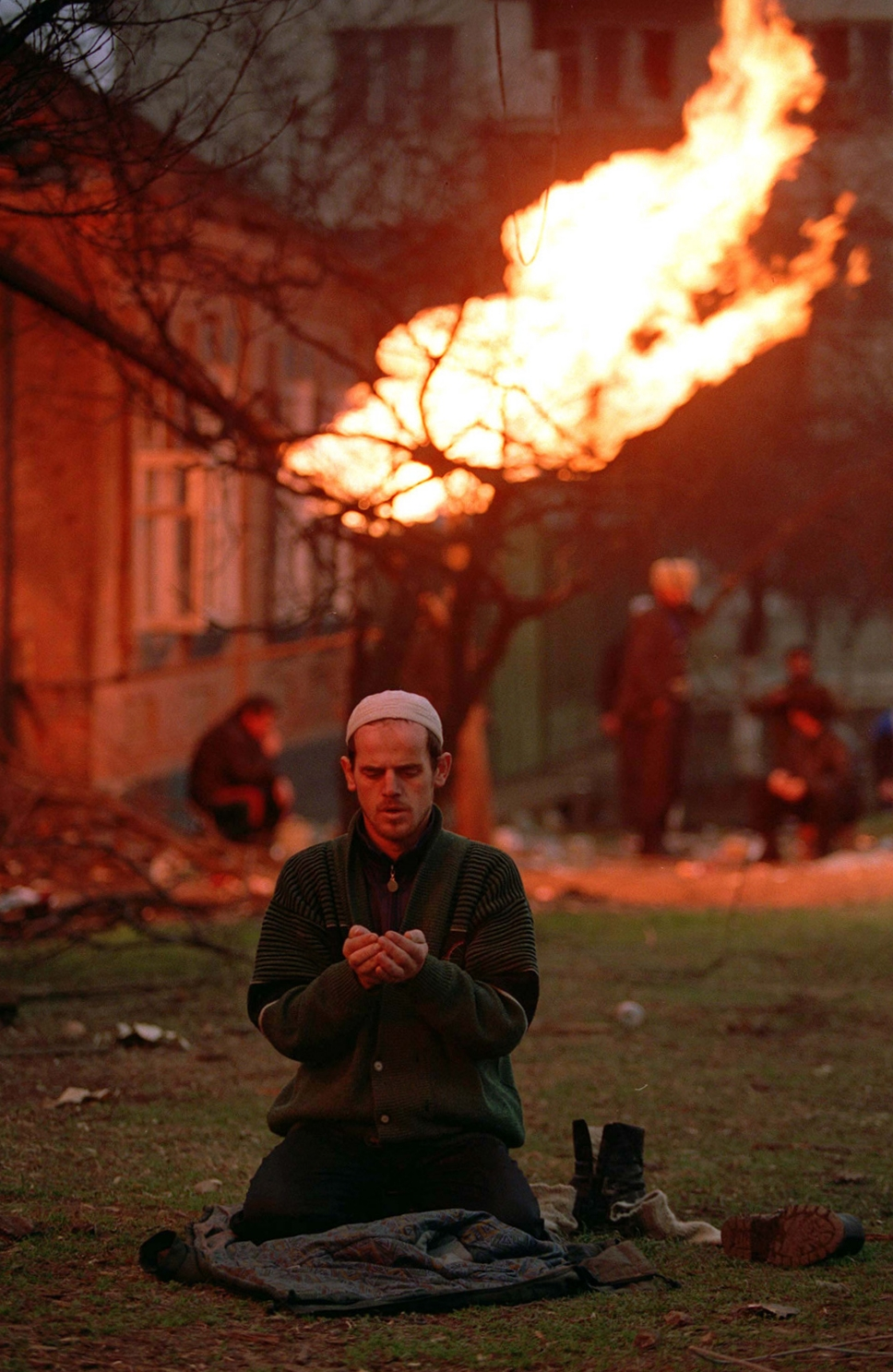
Un Tchétchène priant pendant la bataille de Grozny.

Pour différents prétextes, deux guerres sanglantes et destructrices avec le « Centre fédéral » (Russie) éclatèrent en 1994 – 1995 et en 1999 – 2000. L’attaque surprise de l’armée russe en 1994 sous le commandement de Boris Eltsine, le premier président de la Russie post-soviétique, devint, avec plus de 20 000 soldats engagés, la plus grande opération militaire organisée par Moscou depuis son intervention en Afghanistan en 1979.
Selon certains analystes, Eltsine avait besoin d'une guerre fulgurante et victorieuse pour prouver à son peuple que la Russie était encore une superpuissance et asseoir ainsi son autorité à la veille de l'élection présidentielle. Mais au lieu d’un blitzkrieg spectaculaire, la guerre s'avéra un échec militaire et humanitaire pour la Russie qui rencontra une résistance féroce de combattants tchétchènes, utilisant des armes lourdes très modernes. Malgré la prise de Grozny, la guerre se transforma en un véritable bourbier avec d’énormes pertes humaines et matérielles des deux côtés. N'étant plus capable de poursuivre des opérations militaires d'une telle envergure, la Russie accepta de signer en août 1996 à Khassaviourt (Daghestan) un accord de paix conduisant à un statu quo laissant à la Tchétchénie une auto-gouvernance de facto en échange d'une promesse du report des pourparlers sur l'indépendance (les négociations furent repoussées jusqu'en 2001) et l’arrêt des opérations d'enlèvements d'hommes. Par ailleurs, les cas de nombreuses victimes civiles et les exactions isolées commises par des militaires ont indisposé l'opinion publique étrangère contre la Russie, ce qui a aggravé la crise de l'autorité présidentielle et de la société russe en général.
En août 1996, peu après la fin de la quatrième bataille de Grozny, le représentant tchétchène Aslan Maskhadov et le secrétaire du Conseil de la sécurité de la Russie Alexandre Lebed ont signé à Khassaviourt (Daghestan) un accord de paix mettant fin aux hostilités de la première guerre de Tchétchénie (accords de Khassaviourt). Cet accord a ouvert la voie au retrait des forces fédérales russes de la Tchétchénie et à l'indépendance de facto de la république (les négociations sur le statut de la Tchétchénie ont été repoussées à l'an 2000).
En 1997 Aslan Maskhadov, un chef tchétchène considéré comme modéré, ayant établi des contacts constructifs avec Moscou, fut élu président (avec 53 % des voix), opposé à Chamil Bassaïev.
De 1998 à 1999, la république tchétchène d'Itchkérie, de facto indépendante, portait également officieusement le nom de la république islamique d'Itchkérie (tout en gardant le nom original dans ses relations extérieures).
Forts de leurs victoires, plusieurs chefs de guerre tchétchènes réclamèrent l’instauration d'un Caucase Islamique destiné à regrouper toutes les républiques voisines. Ils organisèrent des intrusions armées souvent sous forme d'attaques et d'attentats contre les forces russes dispersées autour de la Tchétchénie. Les éléments les plus radicaux (dirigés par les chefs de guerre Chamil Bassaïev et Salmon Radouyev) commirent alors des attentats terroristes, non seulement sur les populations civiles des républiques autonomes et des régions russes limitrophes, mais aussi à Moscou et à Volgodonsk, tuant plus de 240 personnes. Des doutes subsistent néanmoins sur l'implication réelle des Tchétchènes dans ces attentats en Russie en 1999, et le rôle des services de sécurité russes a été reconnu formellement dans certains cas (Riazan, septembre 1999) et fortement suspecté dans d'autres cas.
La vague d'attentats en Russie en 1999, les exécutions sommaires par décapitation de plusieurs otages, y compris occidentaux, et les intrusions massives des forces tchétchènes au Daghestan voisin en vue d'y provoquer un coup d'État islamiste[réf. nécessaire], déclenchèrent la deuxième guerre en septembre 1999, sous le commandement de Vladimir Poutine, alors président du gouvernement russe. Au sortir de 4 mois de combats, l'opération se solda par un succès militaire et la prise de Grozny par les forces fédérales russes en février 2000, après cinq semaines d'intenses bombardements. Poutine instaura la gouvernance directe de Moscou dans la République.

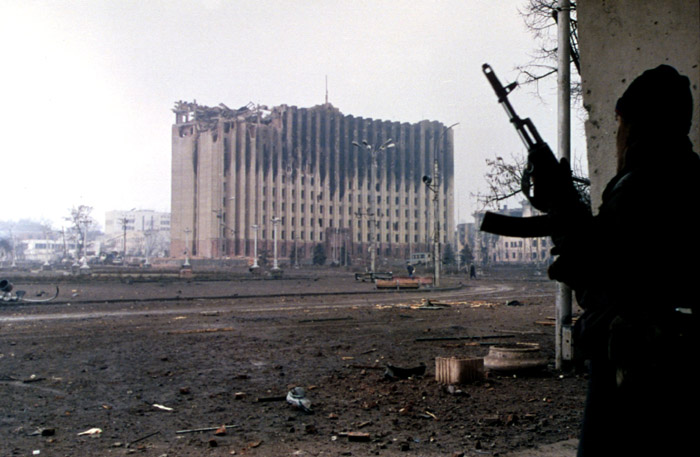
Un rebelle tchétchène près du palais présidentiel à Grozny (1995).

Dès la fin des hostilités, la plupart des combattants indépendantistes, profitant de l'amnistie accordée par Poutine, déposèrent leurs armes. Parmi eux, nombreux furent ceux qui rejoignirent les rangs de la milice du nouveau régime pro-fédéral. Les plus entraînés s'enrôlèrent dans le commando de Ramzan Kadyrov. Cependant, plusieurs dizaines de milliers de combattants rebelles se réfugièrent dans les montagnes et les forêts, d'où ils continuent à mener des opérations de guérilla contre les troupes russes et tchétchènes pro-fédérales.
Le 8 mars 2005, le président indépendantiste tchétchène Aslan Maskhadov fut abattu à Tolstoï-Iourt à la suite d'une « opération spéciale » menée par les forces russes. La mort de Maskhadov, ainsi que celle de Bassaïev en juillet 2006, a porté un coup dur à la cohésion et à la logistique des rebelles. Les attaques contre les forces fédérales prennent de plus en plus un caractère sporadique et moins coordonné. Moins nombreux, les maquis sont aussi visiblement moins entraînés.

#### Les enjeux économiques et géopolitiques
La petite république de Tchétchénie est relativement riche en pétrole et gaz naturel. Mais l'importance de ses gisements est souvent surestimée - durant toute la période soviétique, la Tchétchénie importait massivement du pétrole d'Azerbaïdjan et de Sibérie pour approvisionner son industrie pétrochimique (13,5 des 18 millions de tonnes raffinées en 1991), et était subventionnée par Moscou. D'autres industries étant quasi absentes, la République fut essentiellement rurale et sous-développée, ce qui a sûrement alimenté le mécontentement populaire, l'exode vers le Grand Nord et une animosité envers Moscou.

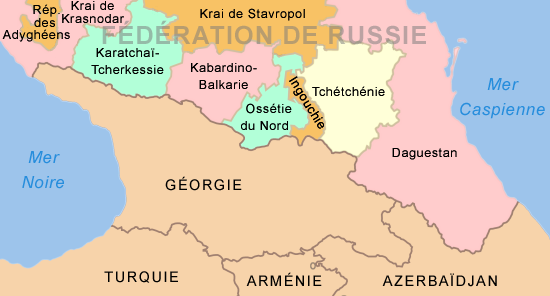
Carte des républiques et des kraïs du Caucase du Nord russe.

Une des raisons des conflits d'intérêts russes et américains dans le Caucase n'est pas tant le contrôle des ressources naturelles de ces territoires (le Caucase du Nord russe produit à peine 1,5 % des 459 millions de tonnes de pétrole que la Russie extrait annuellement) que le contrôle de l'acheminement de l'or noir depuis la mer Caspienne hors-Russie (Azerbaïdjan, Kazakhstan) dont les oléoducs passent par cette région (Géorgie, Arménie, Caucase du Nord russe - dont la Tchétchénie) jusqu'aux ports de la Méditerranée, particulièrement le port de Ceyhan en Turquie. Profitant de l'instabilité dans la Tchétchénie, les États-Unis ont fait pression pour qu'un oléoduc alternatif soit construit à travers l'Azerbaïdjan et la Géorgie vers la Turquie sans passer par la Tchétchénie ; financé par les compagnies américaines, il fut achevé en 2005.
Les richesses en hydrocarbures ne constituent pas le seul enjeu du nouveau « Grand jeu » entre puissances pour le contrôle des marges méridionales de l'ancienne URSS. Tout comme à l'époque des premières conquêtes, depuis 1994, la Russie mena les guerres en Tchétchénie pour, entre autres, conserver son influence dans l'ensemble du Caucase. Elle continue son ingérence par d'autres moyens dans les conflits séparatistes de certaines républiques autonomes de Géorgie (Abkhazie, Adjarie, Ossétie du Sud) et d'Azerbaïdjan (Haut-Karabagh).
Le conflit tchétchène comporta aussi un facteur géopolitique d'un autre genre. D'après plusieurs analystes, y compris occidentaux, l'effondrement de l'URSS ne fut pas un objectif ultime de la « guerre froide ». Ses idéologues n'ont jamais caché leur intérêt de continuer un affaiblissement politique de la Russie, y compris par son démantèlement. La crise tchétchène fut une excellente occasion pour ces stratèges, qu’ils soient islamistes ou occidentaux, de raviver les vieilles tensions latentes dans le Caucase du Nord en accordant un appui politique, financier et médiatique aux indépendantistes tchétchènes.
Les opposants du président russe affirmaient que Poutine avait besoin de la guerre en Tchétchénie pour justifier un pouvoir autoritaire, et dénonçaient parfois le rôle trouble du FSB (ex-KGB) dans le conflit, dont Poutine avait fait partie. La réforme actuelle des régions russes a eu pour conséquence que les gouverneurs ne sont plus élus mais désignés par le président, à l'instar des préfets en France. Selon ces opposants, Vladimir Poutine utilise la menace terroriste tchétchène comme prétexte au renforcement des dispositions de sécurité nationale, souvent au détriment des libertés individuelles, telles que la liberté d'expression.

#### Atteintes aux droits de l'homme
Selon les organisations de défense des droits de l'homme, 5 000 disparitions forcées auraient eu lieu en Tchétchénie de 1999 à 2006, dont environ 200 ont été portés devant la Cour européenne des droits de l'homme (CEDH) comme celles qui auraient été commises par l'armée russe. Un cas de disparition a été condamné par la CEDH.

##### Par l'armée russe
Le « Comité américain pour la paix en Tchétchénie (en) » (ACPC), très proche de l'aile conservatrice du Parti républicain américain, fut l'un des plus virulents critiques des actions militaires russes en Tchétchénie. Certains médias internationaux et plusieurs autres associations (dont Amnesty International et le Comité Tchétchénie) réclamaient au début des années 2000 la fin des violations des droits de l'homme imputables aux militaires de l'armée fédérale et des milices tchétchènes pro-fédérales, et déplorent une absence de recours judiciaires réels. Ils exigeaient également la médiation internationale afin que s'établissent des négociations entre les autorités tchétchènes actuelles et les séparatistes. Poutine justifia son refus de négocier avec les rebelles par un principe universel que l'« on ne négocie pas avec les terroristes et les criminels ». Il appela les occidentaux à ne pas faire preuve de « double morale ».
Avec la fin d'opérations militaires majeures en 2001 – 2002, qui furent propices aux abus et induisirent des pertes civiles, et l'instauration d'un État civil démocratique en Tchétchénie entre 2004 et 2005, les revendications de négociation avec les rebelles ont sensiblement diminué.
Amnesty International dénonce dans son rapport de 2001 à la Commission des droits de l'homme des Nations unies les bombardements aveugles effectués par l'armée russe sur des zones civiles tchétchènes, les exécutions sommaires, les emprisonnements arbitraires, la torture ainsi que des pillages, viols et demandes de rançon menée par celle-ci.

##### Par les indépendantistes
Les autorités russes affirment disposer de preuves de liens des groupes djihadistes tchétchènes (surtout de ceux de l'émir Al-Khattab ou de Chamil Bassaïev) avec des réseaux terroristes étrangers, notamment Al-Qaïda.
Selon la déclaration du chef du FSB russe, M. Nikolaï Patrouchev, en novembre 2005 fut « liquidé » en Tchétchénie le représentant d'Al-Qaïda pour le Caucase du Nord, le Cheïkh Abou Omar as-Seif, le grand trésorier des combattants indépendantistes. Selon les documents saisis par les forces spéciales russes, il aurait été désigné pour développer les stratégies d'implantation de l'« Internationale Verte » fondamentaliste dans le Caucase par ben Laden en personne, 10 ans auparavant.
De plus, les enlèvements d'hommes ont été et demeurent toujours l’un des problèmes les plus sensibles de la Tchétchénie. Le « kidnapping business » est né au milieu des années 1990 quand les autres sources d’enrichissement illégales furent épuisées. « La guerre contre la Russie est alors devenue lucrative », raconte le conseiller du Kremlin, Aslambek Aslakhanov. « Déjà avant le début de la première campagne militaire, en 1994, la République tchétchène a dégénéré en un trou noir criminel permettant de blanchir des milliards de dollars », affirme-t-il. « En 1993, la République tchétchène est devenue une des plaques tournantes mondiales du trafic d’armes. Parfois, jusqu’à 30 avions, chargés d’armes, décollaient en un jour de l’aéroport de Grozny à destination des pays du Proche-Orient et d’Afrique, et ils ramenaient en Tchétchénie drogue et ses matières premières. Dans le district de Chali fonctionnait une importante filière de production d’héroïne hautement raffinée », ajoute-t-il.
Le nombre de disparitions est passé de 228 en 2004 à 117 en 2005, selon l'agence Itar-Tass.
Le 15 juillet 2006, le chef du FSB russe, Nikolaï Patrouchev, faisant suite à la mort du « terroriste no 1 » Bassaïev, a proposé aux restes de rebelles de déposer les armes contre clémence. Depuis, plus de 178 combattants ont déposé leurs armes. D'après le vice-Premier ministre Adam Delimkhanov, il n'en resterait pas plus de 90 encore dans la résistance, dont 30 mercenaires arabes.

### L'après-guerre
Immédiatement après la fin des opérations militaire majeures, le président russe Vladimir Poutine réaffirma les bases de la nouvelle politique du Centre en Tchétchénie : transfert du maintien de l’ordre à la milice locale, élection d’un président et d’un Parlement au suffrage universel, traité de délimitation des pouvoirs entre la fédération de Russie et la république de Tchétchénie et reconstruction. Plusieurs milliers de combattants ont été amnistiés. Mais malgré les assurances de normalisation de la part du Kremlin, quelques groupes de combattants armés continuent toujours, de façon sporadique, à mener des actes terroristes, également dans les républiques voisines.
Des 100 000 militaires des forces armées fédérales, qui étaient déployés en Tchétchénie pendant les deux guerres pour lutter contre les rebelles réfugiés dans les montagnes (soit plus d'un soldat pour dix habitants), il n'en restait plus que 24 000 en 2005 (la 42e division motorisée d'infanterie) pour appuyer les forces tchétchènes du ministère de l'Intérieur qui ont remplacé le gros des unités militaires et des forces spéciales. Les soldats reçoivent une prime s'ils capturent des résistants séparatistes.
En 2005, plus de 200 combattants indépendantistes (boévikis) ont été désarmés, selon le chef du FSB, Nikolaï Patrouchev. Selon la déclaration du président tchétchène Alou Alkhanov faite le 25 décembre 2005, la diminution sensible des activités des combattants atteinte en 2005, grâce, notamment, à la neutralisation de leurs chefs, permettrait maintenant de réduire encore les effectifs des forces fédérales dans la République, les organes de l'ordre locaux étant dorénavant aptes à garder la situation en Tchétchénie sous leur contrôle.
Les analystes considèrent que le Kremlin a voulu ainsi « tchétchéniser » le conflit avec les séparatistes, à savoir, donner aux Tchétchènes les rênes du pouvoir dans la république, y compris le contrôle total des forces de l'ordre, tout en gardant un œil vigilant sur eux. Ainsi, la totalité des opérations militaires se font dorénavant par les forces tchétchènes pro-fédérales (surtout le régiment de la garde rapprochée de Kadyrov, les « Kadyrovtsy ») ou les bataillons « Zapad » et « Vostok » du ministère de l'Intérieur, complétés en totalité par les Tchétchènes ethniques. La montée en puissance de Ramzan Kadyrov, un homme déterminé qui ne mâche pas les mots, en témoigne encore plus. Avec sa nomination au poste du Premier ministre en mars 2006 à la place d'un jeune apparatchik de Moscou, Sergueï Abramov, ce ne sont pas seulement des leviers militaires et policiers qui se retrouvent dans ses mains, mais aussi ceux politico-économiques, y compris les flux financiers.
Il existerait une lutte d'influence qui vire sporadiquement à la confrontation ouverte entre les « Kadyrovtsy » et le bataillon « Vostok » du ministère de l'Intérieur fédéral russe, dirigé par le Tchétchène de souche Soulim Iamadaïev (en). Ramzan Kadyrov accuse souvent le bataillon « Vostok » de commettre des enlèvements, voire des assassinats. Certains analystes parlent de la guerre des clans entre celui de Kadyrov et celui des frères Iamadaïev.
En 2007, 164 boévikis dont 28 chefs de groupe, ont été « neutralisés ». Selon le vice-ministre de l'Intérieur, Arkadi Edelev, fin janvier 2008, il restait environ 440 « individus qui courent encore dans les montagnes, l'arme à la main ». Pour les autorités, la deuxième guerre est terminée depuis longtemps mais la Tchétchénie reste officiellement une « zone d'opération antiterroriste ». Selon des organisations humanitaires, régulièrement, des jeunes hommes « rejoignent la montagne » non pas par idéologie ou fanatisme religieux mais pour venger des proches victimes de persécutions d'autant plus que le chômage touche 70 % de la population active.
Le 16 avril 2009, le régime dit « d'opération antiterroriste » en vigueur en Tchétchénie depuis 1999 est levé.